# Усереднення (гірництво)

Усереднення на відкритих складах. Схема формування штабелю (а) і забору корисної копалини зі складу (б).

Схема усереднення корисної копалини в бункерах. 1 — завантажувальний конвеєр; 2 — розвантажувальний візок; 3 — бункер; 4 — живильник; 5 — розвантажувальний конвеєр.

Усереднення (рос. усреднение, англ. blending, нім. Vergleichmässigung f, Mittelung f, Mittelbildung f) — комплекс технологічних операцій і організаційних заходів, які направлені на підвищення однорідності якості видобутої гірничої маси або продуктів її переробки, без дотримання наперед запланованої пропорції, що розрахована на одержання заданої якості усередненого матеріалу. В ідеальному випадку якісні показники суміші в будь-якій точці об'єму або потоку повинні бути однаковими. Абсолютна величина цих показників наперед не регламентується і частинна участь складових компонентів не змінюється з метою одержання заданого значення визначального показника (наприклад, зольності при збагаченні вугілля).
Бажано піддавати усередненню всю мінеральну сировину, яка надходить на збагачувальні фабрики — як рудозбагачувальні, так і вуглезбагачувальні.

## Загальний опис
УСЕРЕДНЕННЯ (ОСЕРЕДНЕННЯ) — у збагаченні корисних копалин — спосіб стабілізації якості корисної копалини шляхом регулювання порядку і послідовності виймання, навантаження і розміщення в бункерах чи складах протягом визначеного часу. Усереднення передбачає змішування викопної сировини одного виду для надання їй більш рівномірної характеристики за речовинним та ґранулометричним складом. Дозволяє зменшити шкідливий вплив тих компонентів, які переважно присутні в одній з перемішуваних руд або виді (марці) вугілля тощо. Полегшує управління технологічним процесом та створює сприятливі умови для його автоматизації. Покращує результати збагачення корисних копалин. При цьому абсолютна величина якісних показників гірничої маси наперед не регламентується і частинна участь складових компонентів не змінюється з метою одержання заданого значення визначального показника (напр., зольності при збагаченні вугілля).
Операції усереднення і шихтування корисних копалин реалізуються різними способами і на різних виробничо-технологічних стадіях. Усереднення в потоці — усереднення, що здійснюється за допомогою додавання у вантажопотік (чи вилучення з нього) певних об'ємів корисної копалини з відсутніми (чи надлишковими) хімічними або технологічними властивостями. Усереднення внутрішньокар'єрне — усереднення, що здійснюється у межах кар'єру.
Усереднення корисних копалин починається у відвантажувальних бункерах шахти або кар'єру, куди надходять видобуті на різних дільницях і з різних пластів корисні копалини неоднорідної якості. При цьому окремі порції різноякісної сировини утворюють у бункері паралельні шари, що змішуються при вивантаженні «воронкою».
Ефективне усереднення корисних копалин досягається також на складах сировини, що оснащені мостовими грейферними кранами, штабелеукладальниками, екскаваторами, забірними машинами або перевантажувачами. Усереднення корисних копалин на таких складах здійснюється шляхом закладки штабелів горизонтальними шарами по всій площі, що відведена для даного сорту, марки або шахтогрупи, і забору корисної копалини по вертикальній площині перпендикулярно до горизонтальних шарів. Усередненню на складах звичайно піддають великі маси корисних копалин, що накопичуються протягом значного часу.
Ефективне усереднення досягається і за допомогою блоку акумулюючих бункерів. Послідовне завантаження бункерів (силосів) корисною копалиною, що надходить на збагачувальну фабрику, і паралельне вивантаження із всіх або більшої частини чарунок дозволяє одержати на збірному конвеєрі достатньо однорідну суміш. На вуглефабриках, що збагачують коксівне вугілля, акумулюючі бункери виконують роль дозувальних відділень, де виконується шихтовка різних марок або різних шахтогруп вугілля. Кожний бункер дозувального відділення призначається для прийому вугілля визначеної марки або шахтогрупи. Вивантаження вугілля з бункерів здійснюється в строго заданій пропорції у відповідності з планом складання багатомарочної шихти. Частинна участь вугілля, що вивантажується з кожної чарунки бункера, розраховується таким чином, щоб одержана суміш була не тільки однорідною за якістю, але й відповідала визначеним показникам якості (напр., за вмістом сірки, зольності, виходом летких речовин і т. ін.).
Можливістю усереднення володіє і транспортний цех коксохімзаводів. Сюди надходять від різних постачальників партії вугілля, які мають різні якісні характеристики. При правильному керуванні вантажопотоками і двох приймальних лініях збагачувального цеху, які працюють на один збірний конвеєр цілком реально змішувати вугілля однієї марки але різної якості уже в потоці перед бункером-силосом. Це збільшує однорідність вугільної сировини в кожному з бункерів, що в цілому збільшує ефективність усереднення всієї схеми.